# Сатара
Сатара (англ. Satara) — город в индийском штате Махараштра. Административный центр округа Сатара. Средняя высота над уровнем моря — 742 метра. По данным всеиндийской переписи 2001 года, в городе проживало 108 043 человека, из которых мужчины составляли 52 %, женщины — соответственно 48 %. Уровень грамотности взрослого населения составлял 80 % (при общеиндийском показателе 59,5 %). 10 % населения было моложе 6 лет.